# Dionísia Francisca Régis
Dionísia Francisca Régis (Salvador, ? de ?) foi a quarta ialorixá do Terreiro do Alaqueto, tia de Olga Francisca Régis mais conhecida como Mãe Olga do Alaqueto, ialorixá do terreiro.